# Du Li
Du Li (kinesiska: 杜 麗), född 5 mars 1982 i Yiyuan i Shandong, är en kinesisk sportskytt. Hon har vunnit två olympiska guldmedaljer, den första vid olympiska sommarspelen 2004 i grenen 10 meter luftgevär, den andra vid olympiska sommarspelen 2008 i 50 meter gevär tre positioner. Du tog också en silvermedalj i 10 meter luftgevär och en bronsmedalj i 50 meter gevär tre positioner vid OS i Rio de Janeiro 2016.
Du Li har också vunnit en guldmedalj i 10 meter luftgevär vid världsmästerskapen i skytte 2006 i Zagreb och två guldmedaljer vid Asiatiska spelen.